# Ramón Torrella Cascante
Ramón Torrella Cascante (Olesa de Montserrat, 30 aprile 1923 – Tarragona, 22 aprile 2004) è stato un arcivescovo cattolico spagnolo.

## Biografia
Ramón Torrella Cascante nacque a Olesa de Montserrat il 30 aprile 1923.

### Formazione e ministero sacerdotale
Cominciò a studiare ingegneria tessile, ma ben presto entrò nel seminario teologico di Barcellona. Il 25 luglio 1953 venne ordinato presbitero. Fino al 1958 studiò sociologia e teologia a Roma, dove conseguì il dottorato con una tesi intitolata "L'umano e il divino nella Chiesa. Alcuni aspetti del riformismo cattolico contemporaneo".
Dal 1966 al 1968 fu cappellano della Gioventù Operaia Cristiana, prima a Barcellona e poi in ambito europeo, e rettore del seminario di Barcellona. Nel 1967 venne nominato decano della neonata Facoltà di teologia della Catalogna.

### Ministero episcopale
Il 22 ottobre 1968 papa Paolo VI lo nominò vescovo ausiliare di Barcellona e titolare di Minervino. Ricevette l'ordinazione episcopale il 14 dicembre successivo dall'arcivescovo Luigi Dadaglio, nunzio apostolico in Spagna, coconsacranti l'arcivescovo di Barcellona Marcelo González Martín e l'arcivescovo titolare di Monte di Numidia Gregorio Modrego y Casaus.
Il 6 novembre 1970 papa Paolo VI lo nominò vicepresidente del Pontificio consiglio per i laici e della Pontificia commissione "Justitia et pax". Il 22 luglio 1971 divenne vicepresidente del neo-costituito Pontificio consiglio "Cor Unum". Il 6 marzo 1974 si dimise dalla carica presso il dicastero dei laici.
Il 20 dicembre 1975 venne nominato vicepresidente del Segretariato per la promozione dell'unità dei cristiani, dove sviluppò un grande lavoro ecumenico in qualità di presidente del gruppo di lavoro congiunto tra la Chiesa cattolica e il Consiglio ecumenico delle Chiese e il comitato di coordinamento della commissione per il dialogo con la Chiesa ortodossa.
L'11 aprile 1983 papa Giovanni Paolo II lo nominò arcivescovo metropolita di Tarragona. Come metropolita promosse la celebrazione del Consiglio provinciale tarraconense nel 1995.
Il 20 febbraio 1997 papa Giovanni Paolo II accettò la sua rinuncia al governo pastorale dell'arcidiocesi per motivi di salute.
Morì a Tarragona il 22 aprile 2004. Le esequie si tennero il 24 aprile alle ore 11 nella cattedrale di Tarragona. Al termine del rito la salma fu tumulata nella cappella di San Ramon dello stesso edificio.

## Genealogia episcopale
La genealogia episcopale è:
- Cardinale Scipione Rebiba
- Cardinale Giulio Antonio Santori
- Cardinale Girolamo Bernerio, O.P.
- Arcivescovo Galeazzo Sanvitale
- Cardinale Ludovico Ludovisi
- Cardinale Luigi Caetani
- Cardinale Ulderico Carpegna
- Cardinale Paluzzo Paluzzi Altieri degli Albertoni
- Papa Benedetto XIII
- Papa Benedetto XIV
- Papa Clemente XIII
- Cardinale Marcantonio Colonna
- Cardinale Giacinto Sigismondo Gerdil, B.
- Cardinale Giulio Maria della Somaglia
- Cardinale Carlo Odescalchi, S.I.
- Cardinale Costantino Patrizi Naro
- Cardinale Lucido Maria Parocchi
- Papa Pio X
- Cardinale Gaetano De Lai
- Cardinale Raffaele Carlo Rossi, O.C.D.
- Cardinale Amleto Giovanni Cicognani
- Cardinale Luigi Dadaglio
- Arcivescovo Ramón Torrella Cascante